# Marbod
Marbod (30 a. C.-37) fue rey de los marcomanos, tribu germánica que había sido expulsada de la Gallia Belgica por Julio César en 56 a. C.

## Biografía

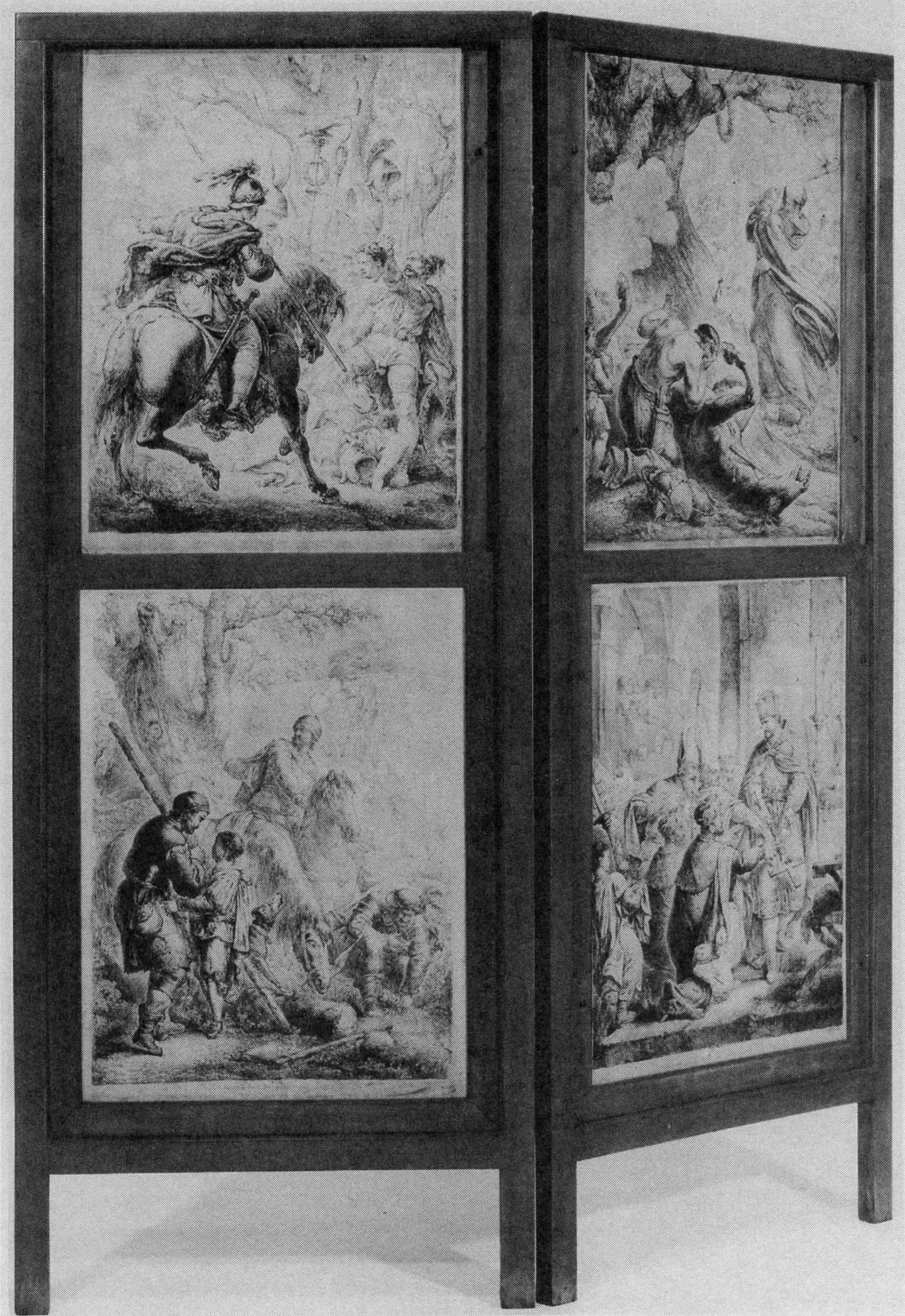
Arminio entrega la cabeza de Varo a Marbod

Nacido en una noble familia marcomana, de joven vivió en Italia, donde se atrajo el favor del emperador Augusto. Alrededor del año 9 a. C., Marbod volvió a Germania y comenzó a gobernar a su pueblo. 
Para hacer frente a la amenaza de la expansión romana a la cuenca Rin-Danubio, llevó a los marcomanos al territorio más tarde conocido como Bohemia, donde resguardado por el río Danubio, la Selva Hercinia y los Alpes, llevó a cabo sus planes de establecer un imperio duradero, alejado del imperio romano. Allí tomó el título de rey y organizó una confederación de varias tribus germánicas vecinas. Fue el primer gobernante histórico de Bohemia.
Augusto planeó el año 6 destruir el poderoso reino de Marbod, que consideraba peligroso para Roma, ya que inició un proceso de colonización de la Germania, llevando sus tropas hasta el río Albis, actual Elba. De esta forma la Bohemia quedó rodeada por los romanos, y el general romano Tiberio empezó a trazar detallados planes para asaltar el reino de los marcomanos.
Desde el 1 d. C. hasta el 6 d. C. Tiberio pacificó toda la Germania, preparándose para el inminente asalto contra Marbod. Finalmente, Tiberio dispuso que el ejército del Danubio al mando suyo y de Valerio Mesalino atacaría desde Dalmacia y Panonia, mientras que las tropas del Rin al mando de Cayo Sencio Saturnino debían abrirse paso a través de la Selva Hercinia hasta llegar al centro del reino. En total Tiberio contaba con doce legiones romanas.
Sin embargo, Marbod se había preparado ya para esta situación y había mantenido todos esos años a sus tropas en constante entrenamiento. Para el momento del asalto romano poseía 75 000 guerreros. Cuando las tropas romanas estaban a cinco días de lo que sería un difícil asalto, una rebelión estalló en la retaguardia, en Iliria, Dalmacia y Panonia. Tiberio suspendió el ataque y tuvo que buscar una tregua apresurada con Marbod, al que reconoció como rey y "amigo de Roma" y su reino pasó a formar parte del Imperio, pero de forma autónoma.
En el año 9 d. C., Arminio, rey de los queruscos, expulsó a los romanos de Germania, y buscó establecer una confederación con todos los pueblos germanos, incluyendo a los marcomanos. Para ganarse el favor de Marbod, le envió la cabeza del gobernador romano, Varo, que había sido derrotado en la batalla del bosque de Teutoburgo. Marbod, por su parte, se la entregó a los romanos. En la guerra de venganza que dirigieron Tiberio y Germánico contra los queruscos, Marbod permaneció neutral.
La constante rivalidad entre Arminio y Marbod hizo que estallara la guerra entre ambos en el año 17. Marbod, que se había estado extendiendo más allá de Bohemia, tuvo que replegarse de nuevo. Al año siguiente, Catualda, un noble exiliado por Marbod, volvió con probable intervención subversiva romana y le derrotó; recuperando así Roma el dominio de Germania y Bohemia. El depuesto rey huyó a Italia, donde Tiberio le retuvo durante 18 años en Rávena, donde murió en el año 37.